# Barneveld (gemeente)
| Gemeentegrenzen Wijkgrenzen Buurtgrenzen Autosnelweg Secundaire weg Spoorweg |  |  | ██ Geselecteerde gemeente ██ Bebouwd gebied ██ Bos of park ██ Binnenwater, rivier of kanaal |

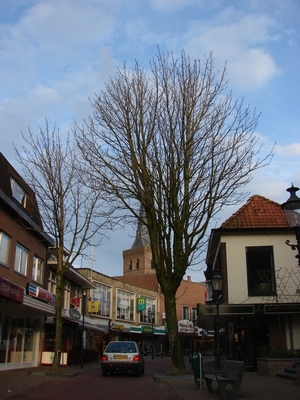
Centrum van Barneveld.

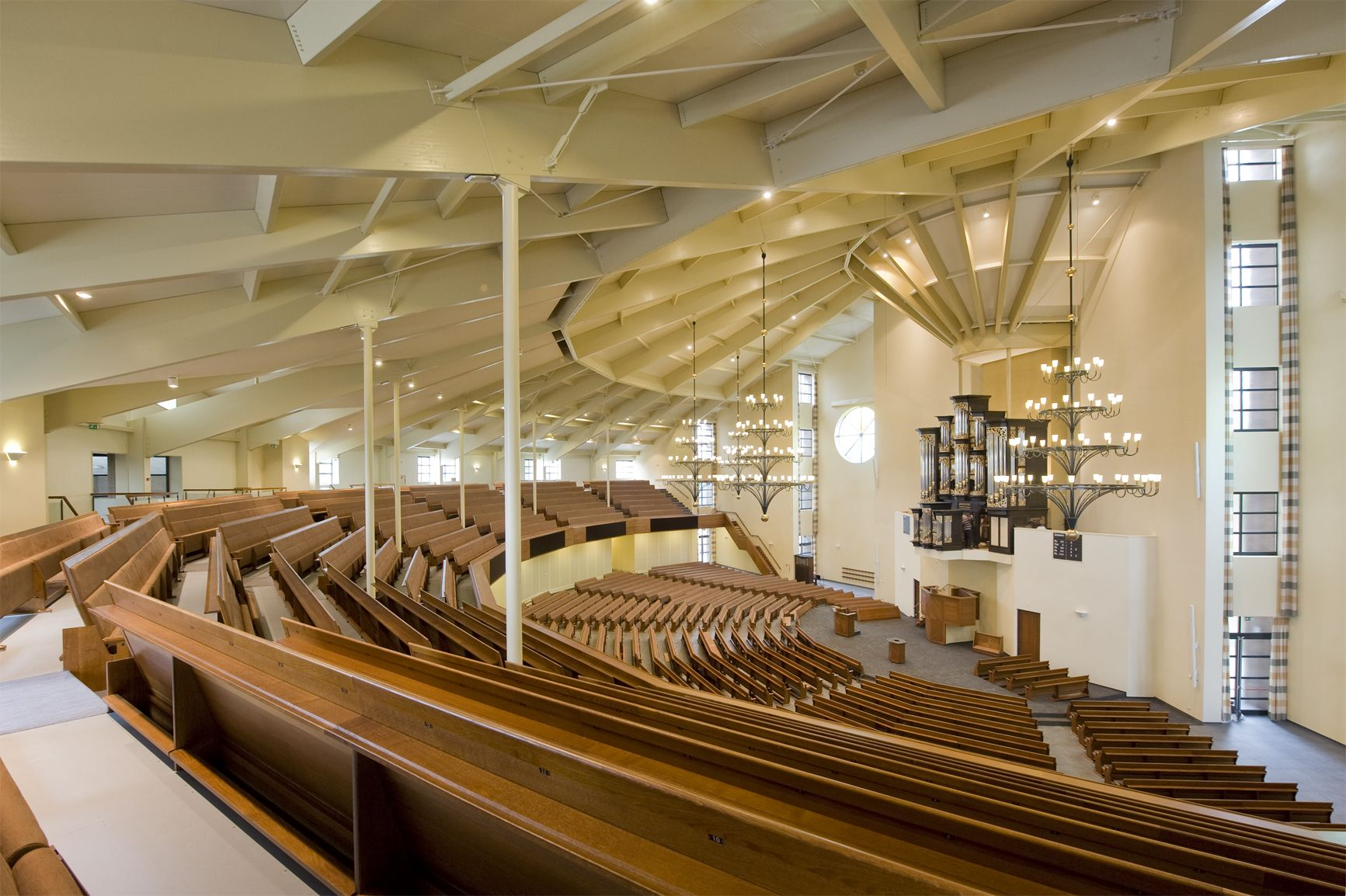
Grootste kerk van Barneveld is "De Hoeksteen" van de GGiN.

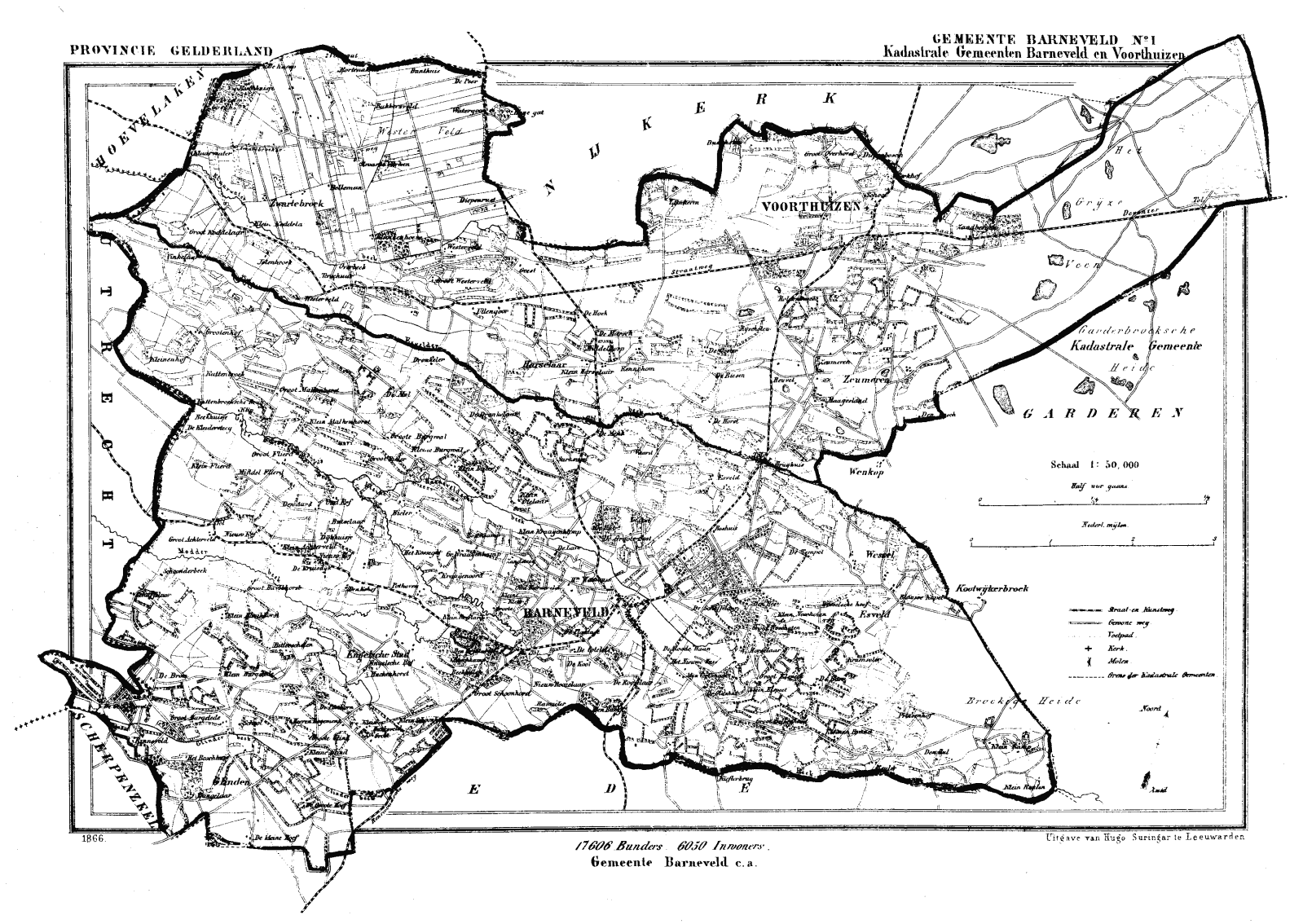
Kaart van een deel van de gemeente Barneveld in 1866

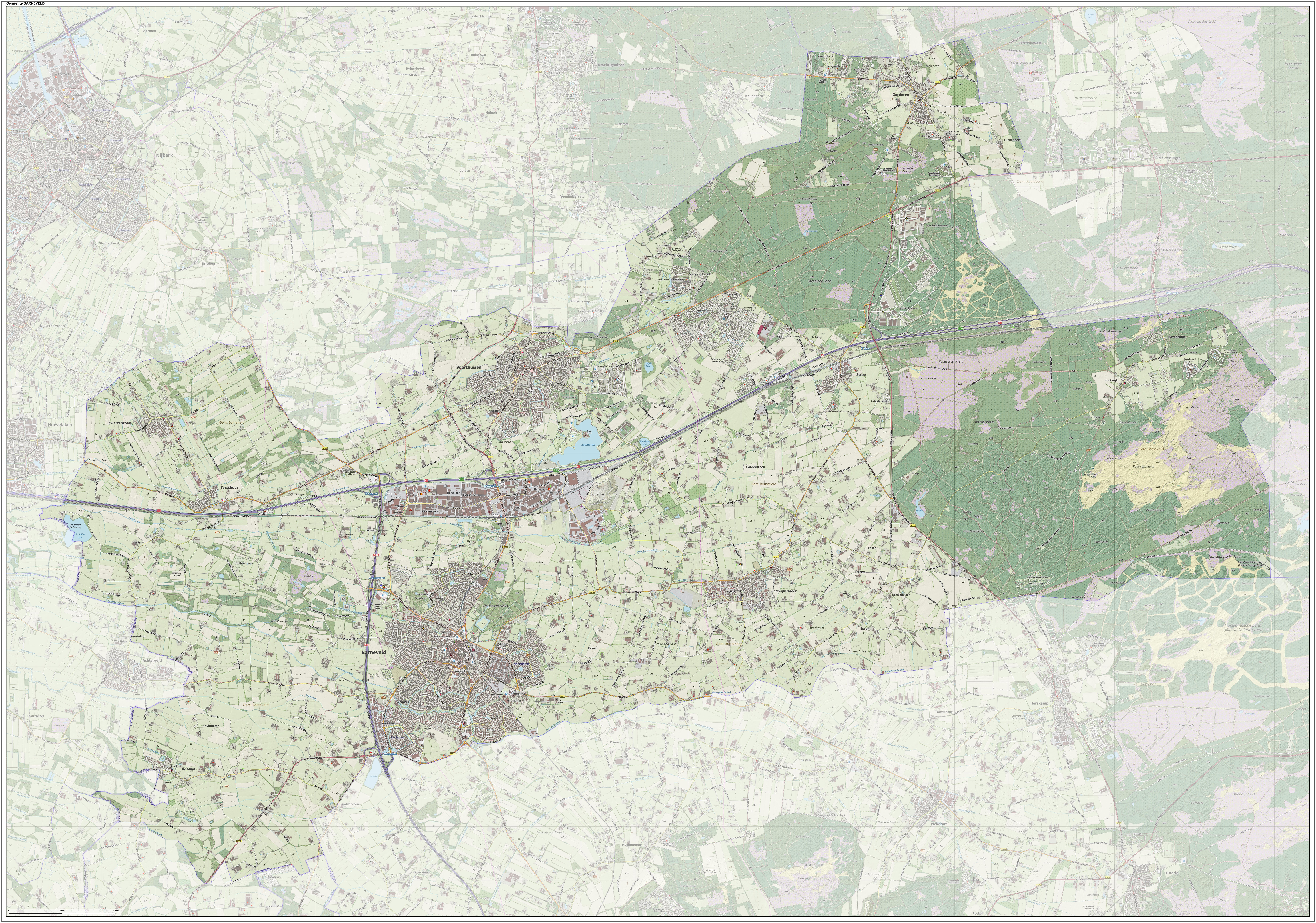
Topografische gemeentekaart van Barneveld

Barneveld en omgeving

Barneveld (uitspraakⓘ, Nedersaksisch: Barreveld of Bareveld) is een gemeente in het midden van Nederland, in de provincie Gelderland, regio Gelderse Vallei. De hoofdplaats is de gelijknamige plaats Barneveld. De gemeente telt 62.603 inwoners en heeft een totale oppervlakte van 176,66 km², waarvan 175,90 km² land en 0,76 km² water (1 januari 2024, Bron: CBS). Een inwoner van Barneveld wordt een Barnevelder genoemd. Barneveld werkt met de gemeenten Rhenen, Wageningen, Ede, Veenendaal, Nijkerk, Scherpenzeel en Renswoude samen in het regionaal samenwerkingsverband Regio Foodvalley.
Op 1 januari 1812 werden Garderen en Voorthuizen als twee zelfstandige gemeenten van Barneveld afgesplitst. Zes jaar later, op 1 januari 1818, werden deze gemeenten herenigd met Barneveld.

## Kernen
| Nederlandse naam | Nedersaksische naam     | Woonkern |
| ---------------- | ----------------------- | -------- |
| Barneveld        | Barreveld               | 35.835   |
| Voorthuizen      | Voorthuzen              | 11.850   |
| Kootwijkerbroek  | Kootjebroek             | 5.840    |
| Garderen         | Garder                  | 2.155    |
| Stroe            | Stroe                   | 1.690    |
| Terschuur        | Terschuur / Schuurdaarp | 1.495    |
| Zwartebroek      | Zwartebroek             | 1.590    |
| De Glind         | De Gliend               | 755      |
| Kootwijk         | Kootwiek / Kodik        | 295      |
| Achterveld       | Achterveld              | 140      |
| Bron: CBS        |                         |          |

Buurtschappen en andere onofficiële kernen: Essen, Esveld, Garderbroek, Harselaar, Kallenbroek, Moorst (gedeeltelijk), Wessel en Recreatiegebied Zeumeren.

## Geografie
De gemeente Barneveld ligt voor een groot deel in het centrale deel van de Gelderse Vallei. In het oosten en het noordoosten liggen de zandgronden van de Veluwe met bossen, heidevelden en in de buurt van Kootwijk het Kootwijkerzand. De gemeente wordt van oost naar west doorsneden door de Barneveldse Beek.

## Godsdienst
De gemeente Barneveld is gelegen in de zogeheten Bijbelgordel. De gemeente heeft naar landelijke maatstaven veel inwoners met een bevindelijk-gereformeerde geloofsovertuiging. Bij de gemeenteraadsverkiezingen van 2022 werd de SGP de grootste partij (10 zetels). Samen met andere andere christelijke partijen, de ChristenUnie (5 zetels) en het CDA (4 zetels), hebben ze een meerderheid in de gemeenteraad.

### Kerken
In de plaats is een groeiende meerderheid van de bevolking orthodox-protestants. De Hervormde Gemeente is de grootste kerkelijke gemeente. Het grootste kerkgebouw is echter De Hoeksteen van de Gereformeerde Gemeente in Nederland met 2.550 zitplaatsen.

## Economie

### Landbouw
De gemeente kenmerkt zich door een hoge concentratie varkenshouderijen en pluimveehouderijen. Het landbouwgebied bestaat hoofdzakelijk uit grasland en relatief weinig akkerland, behalve aan de rand van de Veluwe en hier en daar verspreid over de gemeente.
Het aantal kippen in de gemeente Barneveld is het op een na grootste van alle Nederlandse gemeenten, te weten 3,2 miljoen kippen, na de gemeente Ede met 3,6 miljoen kippen (2020).
Door de hoge concentratie van (pluim)vee kent de gemeente een hoog mestoverschot.

### Toerisme
Vooral op de overgangszone tussen de Vallei en de Veluwe bevinden zich vele campings, in het bijzonder tussen Voorthuizen en Garderen.

## Media
De gemeente Barneveld telt diverse media. De Barneveldse Krant van de BDU Uitgevers komt zes dagen per week uit en bericht over zaken uit gemeente en regio. In de publicatie op donderdag staan ook de officiële gemeentepagina's, evenals in de advertentie-editie Barneveld huis-aan-huis (ook BDU). Verder is De Stentor (Garderen) en het AD - Amersfoortse Courant van De Persgroep (alles behalve Garderen) gericht op de gemeente Barneveld. De website 112Barneveld brengt actueel lokaal (112) nieuws. De lokale omroep van de gemeente is A1 Mediagroep. Deze zendt op 93.1 FM op de kabel, 93.5 FM in de ether en via het internet uit.

## Politiek

### Gemeenteraad
Samenstelling van de Barneveldse gemeenteraad sinds 1978:
| Partij            | 1978 | 1982 | 1986 | 1990 | 1994 | 1998 | 2002 | 2006 | 2010 | 2014 | 2018 | 2022 |
| ----------------- | ---- | ---- | ---- | ---- | ---- | ---- | ---- | ---- | ---- | ---- | ---- | ---- |
| SGP               | 5    | 5    | 5    | 6    | 6    | 6    | 7    | 7    | 8    | 8    | 8    | 10   |
| Lokaal Belang     | -    | -    | -    | -    | -    | -    | -    | -    | -    | -    | 4    | 7    |
| ChristenUnie*     | 1    | 2    | 2    | 4    | 4    | 5    | 4    | 5    | 4    | 6    | 5    | 5    |
| Pro'98**          | 3    | 2    | 3    | 3    | 5    | 7    | 6    | 5    | 6    | 6    | 5    | 4    |
| CDA               | 13   | 11   | 11   | 11   | 9    | 7    | 8    | 7    | 6    | 5    | 5    | 4    |
| VVD               | 3    | 5    | 4    | 3    | 3    | 4    | 3    | 4    | 4    | 3    | 2    | 2    |
| Burger Initiatief | -    | -    | -    | -    | -    | -    | -    | 2    | 3    | 3    | 2    | 1    |
| Lijst 8           | -    | -    | -    | -    | -    | -    | -    | 1    | -    | -    | -    | -    |
| Van Essen         | -    | -    | -    | -    | -    | -    | 1    | -    | -    | -    | -    | -    |
| Overige           | -    | -    | -    | 1    | -    | -    | -    | -    | -    | -    | -    | -    |
| Totaal            | 25   | 25   | 25   | 27   | 27   | 29   | 29   | 31   | 31   | 31   | 31   | 33   |

* ChristenUnie deed tot en met 1998 mee als combinatie RPF/GPV. In 1978 deden beide partijen los van elkaar mee en haalde allen de RPF een zetel.
** tot 1990: PvdA, in 1994: Progressief Barneveld (4 zetels) plus D66 (1 zetel)

### College van B&W
De burgemeester van de gemeente Barneveld is sinds 9 februari 2023 Jacco van der Tak (CDA).
De rest van het college wordt gevormd door wethouders van de SGP, Lokaal Belang en de ChristenUnie.

### Besluitvorming over woningbouw
De raad is in de vergadering van 26 september 2006 akkoord gegaan met een overeenkomst tussen de gemeente en projectontwikkelaar Van de Mheen voor de aanleg van een nieuwe woonwijk in de plaats Barneveld, Veller genaamd. In oktober 2006 was het college voornemens om op korte termijn de ruimtelijke procedures te starten. Dat betekent dat er een voorontwerpbestemmingsplan ter inzage wordt gelegd voor geheel Veller I. Inmiddels is in Barneveld de wijk Veller II in aanbouw. In 2016 volgt in Voorthuizen de bouw van nieuwbouwwijk Holzenbosch.
De gemeente publiceert de planologische stappen op de gemeentepagina in de Barneveldse Krant.

## Openbaar vervoer

### Trein
De gemeente Barneveld heeft drie treinstations: station Barneveld Centrum, station Barneveld Noord en het in februari 2015 geopende station Barneveld Zuid. Hiervandaan vertrekken sprinters van Keolis Nederland in de richting van Ede-Wageningen en Amersfoort onder de naam RRReis.

### Bus
De gemeente Barneveld heeft verschillende busverbindingen naar o.a. Arnhem, Amersfoort, Hoevelaken, Apeldoorn, Nijkerk en Harderwijk. De bussen worden gereden door EBS en Hermes onder de naam RRReis.

## Aangrenzende gemeenten
| Aangrenzende gemeenten | Aangrenzende gemeenten | Aangrenzende gemeenten | Aangrenzende gemeenten | Aangrenzende gemeenten |
| ---------------------- | ---------------------- | ---------------------- | ---------------------- | ---------------------- |
| Nijkerk Amersfoort (U) |                        | Putten                 |                        | Ermelo                 |
|                        |                        |                        |                        |                        |
| Leusden (U)            | Apeldoorn              |                        |                        |                        |
| Woudenberg (U)         |                        |                        |                        |                        |
| Scherpenzeel           | Renswoude (U)          | Ede                    |                        |                        |

## Monumenten
In de gemeente zijn er een aantal rijksmonumenten, gemeentelijke monumenten, en oorlogsmonumenten, zie:
- Lijst van rijksmonumenten in Barneveld (gemeente)
- Lijst van rijksmonumenten in Barneveld (dorp)
- Lijst van gemeentelijke monumenten in Barneveld (gemeente)
- Lijst van gemeentelijke monumenten in Barneveld (dorp)
- Lijst van oorlogsmonumenten in Barneveld

## In populaire cultuur
- Grafisch ontwerper Will Bakker maakte in 1974 pauzebeelden voor de NOS met drijvende letters en eenden. Deze zijn gemaakt in Het Grijze Veen in Voorthuizen. De stills bleken zeer succesvol, want ze zijn tot ver in de jaren 80 gebruikt.